# Řád zářící hvězdy (Tchaj-wan)
Řád zářící hvězdy (čínsky pchin-jinem Jǐngxīng xūnzhāng, znaky tradiční 景星勳章) je civilní státní vyznamenání Tchaj-wanu. Založen byl roku 1941 a udílen je v devíti třídách za přínos k rozvoji národa. Udílen je občanům republiky i cizím státním příslušníkům. Název vyznamenání zářící hvězda pochází ze starověké knihy Zápisky historika, ve které se píše že „zářící hvězda, která čas od času mění svůj vzhled, svítí na národy spravedlivých“.

## Historie a pravidla udílení
Čínská republika má pět nevojenských řádů. Nejstarším z nich je Řád jasného nefritu pocházející z roku 1933. Ten je nejvyšším řádem, který je udílen pouze zahraničním hlavám států. Ostatní řády mohou být uděleny i dalším osobám.
Řád zářící hvězdy byl založen vládou v roce 1941. Udílí se jak občanům republiky tak cizincům za jejich profesionální přínos pro rozvoj národa. Status řádu byl upraven Zákonem o řádech (法規名稱) ze dne 7. prosince 1981. Jednotlivci může být řád udělen i vícekrát, vždy ale v jiné třídě.

## Třídy
Řád je udílen v devíti třídách:
- I. třída speciální velkostuha
- II. třída velkostuha
- III. třída fialová velkostuha
- IV. třída speciální náhrdelník
- V. třída náhrdelník
- VI. třída speciální rozeta
- VII. třída rozeta
- VIII. třída speciální stuha
- IX. třída stuha

I. třída
II. třída
III. třída
IV. třída
V. třída
VI. třída
VII. třída
VIII. třída
IX. třída

## Insignie
Řádový odznak má tvar zlaté osmicípé hvězdy zdobené diamantovými fazetami. Na ní je položena bíle smaltovaná hvězda složená z různě dlouhých paprsků. Následuje drobná červeně smaltovaná hvězda s cípy se dvěma hroty zakončenými zlatými kuličkami. Jeden až tři horní cípy jsou v závislosti na třídě zdobeny zlatými hvězdičkami. Uprostřed odznaku je kulatý medailon s bílou pěticípou hvězdou na modře smaltovaném pozadí. Tato bílá hvězda symbolizuje ctnost. Medailon je zlatě lemován.
Řádová hvězda je stejná jako řádový odznak, je však větší.